# Leptodactylus bolivianus
Leptodactylus bolivianus és una espècie de granota que viu a Bolívia, el Brasil, Colòmbia, Costa Rica, l'Equador, Guaiana Francesa, Guyana, Nicaragua, Panamà, el Perú, Surinam, Trinitat i Tobago i Veneçuela.